# 암베르크

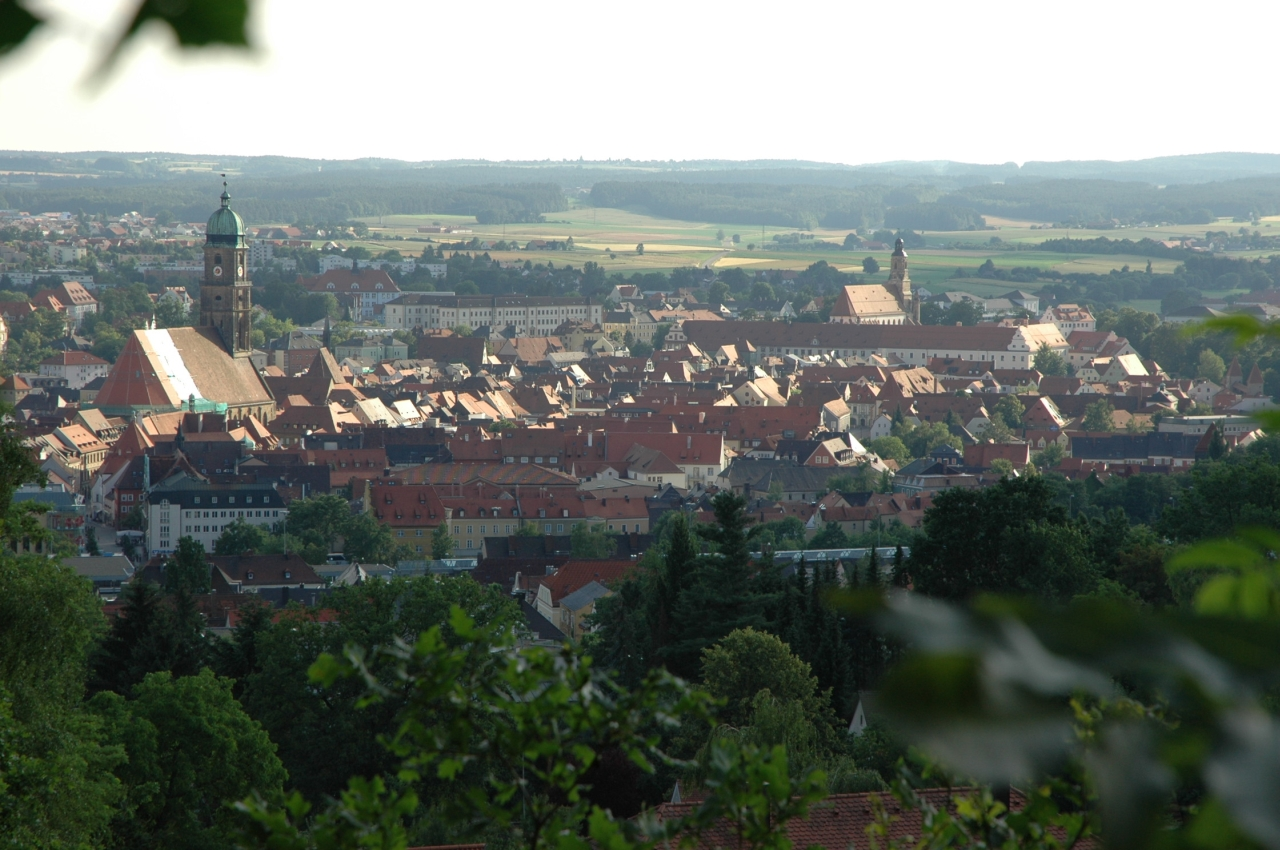
암베르크의 모습

암베르크(Amberg)는 독일 바이에른주 오버팔츠 현에 위치한 도시이다. 인구는 2013년 기준으로 41,592명이며, 뉘른베르크의 50km 정도 동쪽, 레겐스부르크와 바이로이트의 중간에 있다.
11세기의 기록에 등장하여, 중세 철 제품 생산에 번성했다. 13세기에 비텔스바흐 왕가의 지배를 받게 되었지만, 1329년에는 바이에른에서 분리된 비텔스바흐 왕가의 지족에게 지배받게 되었다. 종교 개혁기에는 개신교에 관대하고 16세기에 루터로 개종했다. 그러나 1628년에는 바이에른 선제후국이 되고, 주민들은 가톨릭으로 개종하거나 다른 도시로 이주하여 많은 주민이 떠났다.

## 인구
| 연도 | 인구  | ±%      |
| ---- | ----- | ------- |
| 1400 | 2,720 | —       |
| 1450 | 2,980 | +9.6%   |
| 1500 | 3,180 | +6.7%   |
| 1550 | 3,730 | +17.3%  |
| 1600 | 4,280 | +14.7%  |
| 1630 | 4,910 | +14.7%  |
| 1648 | 3,274 | −33.3%  |
| 1700 | 3,720 | +13.6%  |
| 1713 | 1,900 | −48.9%  |
| 1750 | 4,537 | +138.8% |

| 연도 | 인구   | ±%      |
| ---- | ------ | ------- |
| 1800 | 5,763  | +27.0%  |
| 1840 | 11,793 | +104.6% |
| 1859 | 12,312 | +4.4%   |
| 1871 | 13,005 | +5.6%   |
| 1880 | 14,583 | +12.1%  |
| 1890 | 19,126 | +31.2%  |
| 1900 | 22,039 | +15.2%  |
| 1910 | 25,242 | +14.5%  |
| 1919 | 26,009 | +3.0%   |
| 1925 | 28,387 | +9.1%   |

| 연도 | 인구   | ±%     |
| ---- | ------ | ------ |
| 1939 | 31,775 | +11.9% |
| 1946 | 36,795 | +15.8% |
| 1950 | 37,920 | +3.1%  |
| 1960 | 41,849 | +10.4% |
| 1970 | 41,345 | −1.2%  |
| 1980 | 44,264 | +7.1%  |
| 1990 | 43,111 | −2.6%  |
| 2000 | 43,794 | +1.6%  |
| 2010 | 43,755 | −0.1%  |
| 2014 | 41,535 | −5.1%  |